# Kölnska mestna hiša
Kölnska mestna hiša (nemško: Kölner Rathaus) je zgodovinska zgradba v Kölnu v Nemčiji. Nahaja se v okrožju Innenstadt, med dvema trgoma Rathausplatz in Alter Markt. V njej deluje del mestne uprave, vključno z Mestnim svetom in uradom župana.  To je najstarejša mestna dvorana v Nemčiji z dokumentirano zgodovino okoli 900 let. Zgodovina Mestnega sveta sega v 11. stoletje in je odličen primer samopridobljene občinske avtonomije srednjeveških mest.
Današnji stavbni kompleks je sestavljen iz več objektov, dodanih zaporedoma v različnih arhitekturnih slogih: obsega zgodovinsko Mestno hišo iz 14. in 15. stoletja, stolp  v gotskem slogu, ložo iz 16. stoletja v renesančnem slogu in samostan (Löwenhof) ter atrij (Piazzetta) iz 20. stoletja. Tako imenovana Spanischer Bau je zgradba na Rathausplatz, vendar ni neposredno povezana z glavno stavbo.

## Zgodovina
Mestna hiša se nahaja na mestu nekdanje antične rimske sodne palače (Pretorij), ki je bil do leta 475 sedež rimskega guvernerja Spodnje Germanije. Merovinški kralji so jo uporabljali kot regio do leta 754, ko je zgradbo v poznem 8. stoletju uničil potres. Pod Hildeboldom Kölnskim je bilo leta 795 mesto povzdignjeno v nadškofijo in območje okoli nekdanje sodne palače je postalo sedež skupine bogatih patricijev, trgovcev in kölnske judovske skupnosti - mnogi od njih pod imuniteto kralja.
Z mlajšim bratom cesarja Otona I., Brunom Velikim, ki je postal nadškof leta 953, je Otonska dinastija ustanovila posvetno vlado, ki jo je vodil cerkveni nadškof. V emancipiranem meščanstvu je bila v srednjeveški Evropi združena velika moč: oboroženim spopadom v 1074  in 1096 je sledila ustanovitev komune in prvih občinskih struktur, kot osnove za mestno avtonomijo. Za utrditev svojih gospodarskih in političnih pravic, so meščani Kölna ustanovili bratovščino in trgovske cehe (večina predvsem Richerzeche). Leta 1106, v nasledstveni vojni med cesarjem Henrikom V. in njegovim očetom cesarjem Henrikom IV., so namerno nasprotovali nadškofu, po katerem so v naslednjih letih pridobili korist za teritorialno širitev mesta. Takrat se je v Kölnu, enim živahnejših trgovskih pristanišč v Evropi in največjim mestom v Nemčiji, struktura prebivalstva postopoma spremenila iz pretežno fevdalne družbe v svobodne državljane. Dokumenti iz let 1135 in 1152 omenjajo »hišo, v kateri se sestajajo državljani«, ki se nanaša na prvo ustanovitev Sveta, dvorane na mestu današnje Mestne hiše. Grb Kölna, prvič omenjen leta 1114, je najstarejši občinski grb v Evropi.
1180 so državljani Kölna dobili pravno bitko proti kölnskemu nadškofu Fhilipu I. za drugo podaljšanje mestnega obzidja. Z bitko pri Worringenu, bojevano leta 1288, je Köln postal neodvisen od volilnih knezov in 9. septembra 1475 uradno dobil cesarsko neposrednost kot svobodno cesarsko mesto. Leta 1388 je papež Urban VI. podpisal listino o ustanovitvi Univerze v Kölnu, prve univerze v Evropi, ki so jo ustanovili meščani. 14. septembra 1396 je stopil v veljavo statut in bratovščine ter cehi (Gaffeln in Zünfte) so prevzeli oblast v Svetu. V skladu s tradicijo rimskih konzulov, sta do leta 1797 Svet vodila dva izvoljena župana, ko so Svet in statut nadomestili z Napoleonovimi in kasneje civilnimi predpisi. Od leta 1815 je Mestni svet pod vodstvom enega Oberbürgermeistra (nadžupana).
Med bombardiranjem v drugi svetovni vojni je bila celotna mestna hiša uničena, razen sprednjega dela in dela stolpa, zato je preostali del obnovljen v sodobnem slogu.

## Arhitektura

### Zgodovinska mestna hiša
Najstarejši del današnje Mestne hiše je tako imenovana Saalbau (pokrita dvorana), ki je nadomestila prejšnjo v romanskem slogu zgrajeno zgradbo Sveta iz leta 1135 na isti lokaciji. Saalbau sega v leto 1330 in se imenuje po Hansasaal, in je velika 30,0 krat 7,6 metra in do 9,58 metra visoka skupščinska dvorana in jedro celotne Mestne hiše (Rathaus). Dvorana je dobila ime po so Hanseatski ligi, ki je imela v njej 19. novembra 1367 pomembno srečanje. Omembe vredne so kamnite figure Devetih veljakov, cesarja in privilegiranih.

### Stolp
Cehi so 19. avgusta 1406 naročili v gotskem slogu zgraditi Ratsturm (stolp Sveta) med 1407 in 1414, je dosega višino 61 metrov. Sestoji iz petih nadstropij in tako imenovane Ratskeller (kleti Sveta). Njegov namen je bil predvsem shranjevanje dokumentov, vendar je bila v enega od nižjih nadstropjih nameščena tudi Senatssaal (tj. dvorana Senata). Medtem ko je bil močno poškodovan v bombnem napadu v drugi svetovni vojni, je bil stolp - vključno s številnimi kamnitimi figurami na zunanjosti - v celoti obnovljen. Štirikrat na dan zaigrajo carillon (nemško: Glockenspiel) - zvonovi v stolpu.

### Loža
Loža (Rathauslaube) v renesančnem slogu je zamenjava prejšnje lože na isti lokaciji. Svet je začel dolgotrajen proces načrtovanja leta 1557, ki je trajal do leta 1562. Julija 1567 je svet dodelil gradnjo Wilhelmu Vernukkenu iz Kalkarja, ki je trajala od 1569 do 1573. Loža je sestavljena iz dveh nadstropij, pet obokov dolga in dva oboka globoka arkada, ki deluje kot vhod v glavno dvorano Sveta v pritličju in kot balkon glavne dvorane v zgornjem nadstropju. Balkon se uporablja za javne govore.

### Piazzetta
Podoben majhnemu trgu, obkrožen z različnimi zgradbami, ki sestavljajo obzidje, je 900 kvadratnih metrov velik in 12,6 metra visok atrij, zgrajen v času povojne obnove zgodovinske mestne hiše.

### Španska zgradba
Zgrajena je na severozahodni strani Rathausplatz v letih 1608 do 1615. Mestni svet je naročil prvotno zgradbo v nizozemskem renesančnem slogu za srečanja in praznovanja. Ime se je pojavilo zaradi španskih poslancev na sedežu v času tridesetletne vojne (1618-1648), in ni bila v uradni rabi pred 19. stoletjem. Potem ko je bila močno poškodovana leta 1942, je bila stavba v celoti obnovljena leta 1953.